# Estación Iwatsuka
La estación Iwatsuka (岩塚駅 Iwatsuka-eki?) de la Línea Higashiyama es operada por el Buró de transporte de la ciudad de Nagoya, y está identificada como H-03. Se encuentra ubicada en el barrio Nakagawa, en la ciudad de Nagoya, prefectura de Aichi, Japón. La estación abrió el 21 de septiembre de 1982.

## Otros medios
- Bus de Nagoya
  - Líneas: 1, 23, 11, 12 y 2.
- Terminal de buses Meitetsu
- Terminal de JR Tokai Bus

## Sitios de interés
- Autopista 5 de Nagoya (名古屋高速道路5号万場線 Nagoya Kōsokudōro Gogō Manbasen?)
- Ruta prefectural 115
- Escuela secundaria Shoin
- Sede del Banco de Nagoya KK (株式会社名古屋銀行 Kabushikigaisha nagoya ginkō?)
- Sede del Banco de Aichi KK (株式会社愛知銀行 Kabushikigaisha aichi ginkō ?)
- Sede de Mitsubishi Heavy Industries.

## Imágenes

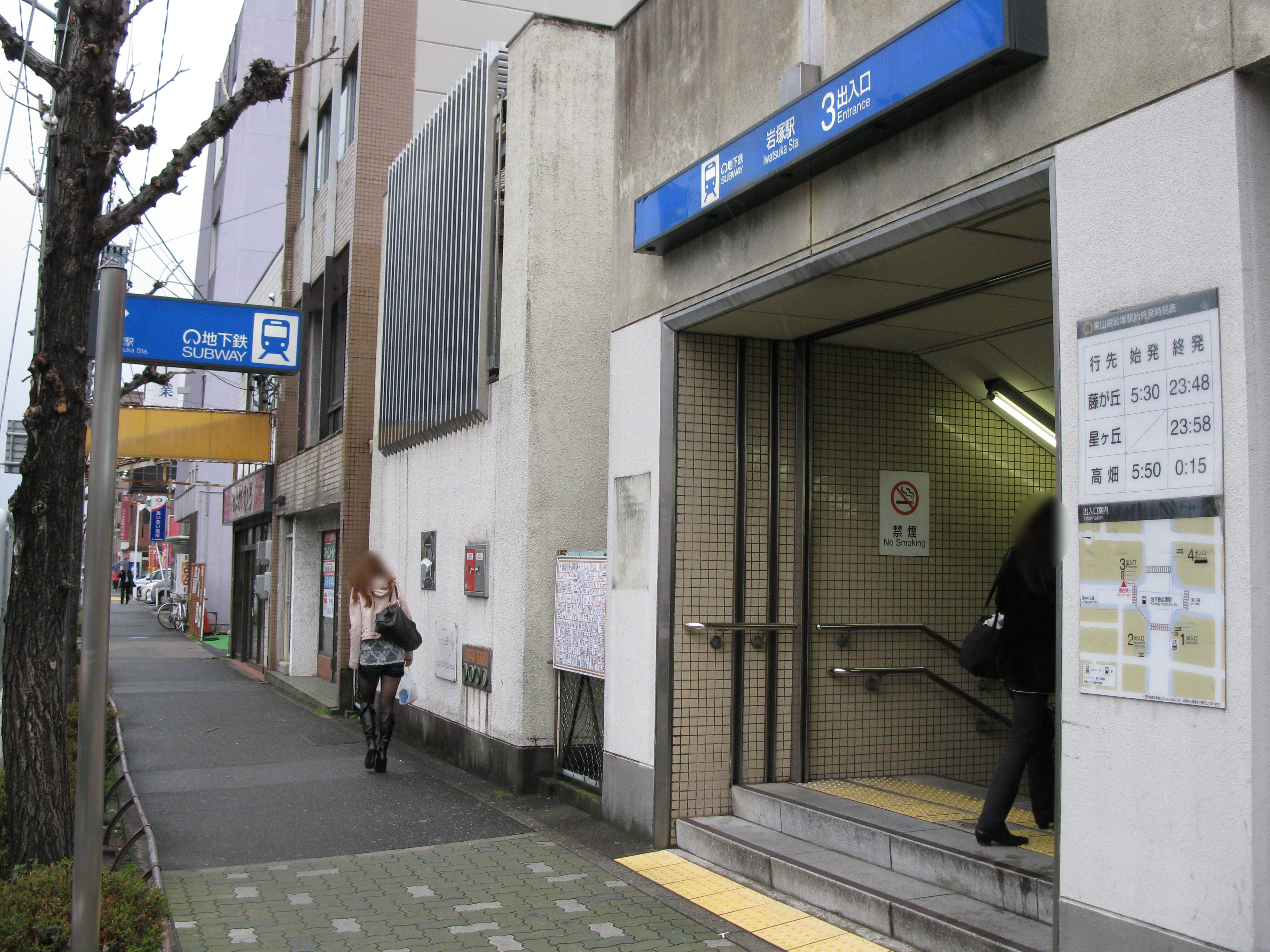
Acceso N° 3.
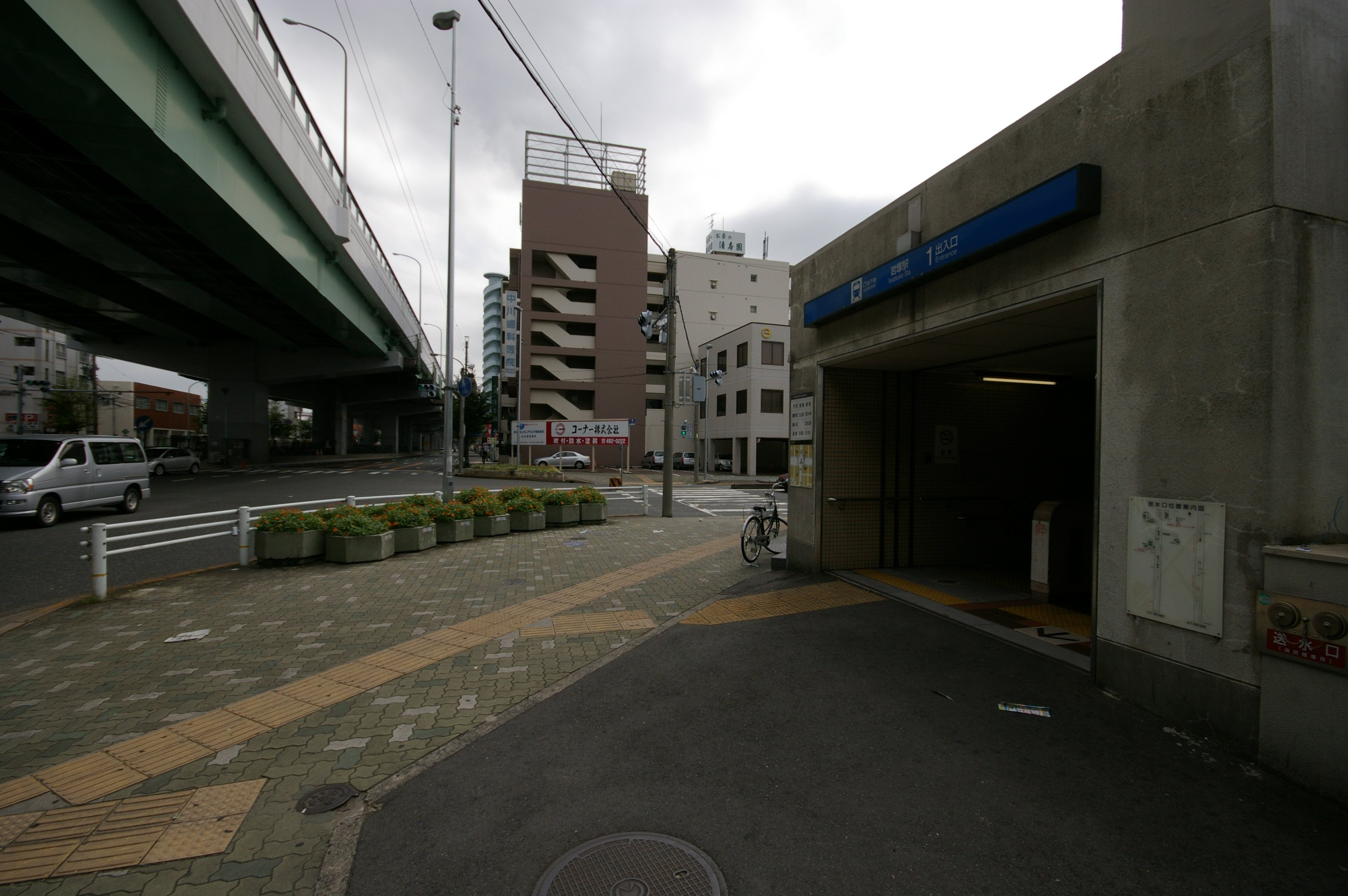
Acceso N° 1.